# Орихи
Орихи (итал. Orichi је насељено место у саставу општине Барбан у Истарској жупанији, Хрватска. До територијалне реорганизације у Хрватској налазили су се у саставу старе општине Пула.

## Становништво
Према последњем попису становништва из 2011. године у насељу Орихи живело је 116 становника.
| година пописа  | 1857 | 1869 | 1880 | 1890 | 1900 | 1910 | 1921 | 1931 | 1948 | 1953 | 1961 | 1971 | 1981 | 1991 | 2001 | 2011 |
| бр. становника | 615  | 782  | 159  | 161  | 168  | 190  | 0    | 0    | 200  | 195  | 189  | 160  | 131  | 122  | 107  | 116  |

Напомена:У пописима 1921. 1931. подаци су садржани у насељимау Кожљани и Шајини, а 1857. и 1869. део података садржан је у насељу Шајини. У пописима 1857. и 1869. садржи податке за насеља Драгузети, Грандићи, Кожљани, Петехи, Рајки, Ројнићи i Желиски. У 1880. садржи део података за насеље Желиски, од 1857. до 1890. део података за насеља Вадреш, а у 1910. део података за насеље Рајки.